# На чатах
«На чатах» — журнал для молоді «Видавництва передруків підпільних видань» Осередку пропаганди та інформації при Проводі ОУН, який виходив та поширювався в Німеччині після Другої світової війни та інформував про події, що діялися в різних місцевостях України.
Багата хроніка документує та доповнює книгу жертв і страждань України та описує як і большевицький терор, так і методи фізичного, морального та матеріального винищення, примінені супроти мирного українського населення. У рубриці «Вісті з українських земель», наприклад, задокументовано події за такими категоріями:
• Вбивають в нічому неповинних людей
• Палять села
• Грабують
• Ловлять на каторжні роботи
• Вбивають священиків, граблять церкви
• Безчестять могили
• Катують дітей
• Насилують дівчат
• Провокують
• Нехтують українську мову, поступають як нові «юберменші»
Журнал доповнює видання журналу Карпатського Краю для молоді «На зміну», який накреслює практичні завдання боротьби молоді «проти большевицького розкладу, дає нове насвітлення культові Крут, подає описи геройства українських дітей».